# Sebastián Lomónaco
Sebastián Ariel Lomónaco (Avellaneda, 17 settembre 1998) è un calciatore argentino, attaccante del Panaitōlikos in prestito dal Godoy Cruz.

## Caratteristiche tecniche
È un centravanti.

## Carriera
Cresciuto nelle giovanili dell'Arsenal Sarandí, ha esordito il 18 dicembre 2016 in occasione del match vinto 2-1 contro il Vélez Sarsfield; mentre a messo a segno la prima rete il 23 febbraio 2018 contro l'Olimpia.
Nel giugno 2019, si trasferisce al Godoy Cruz, prima di fare ritorno, con la formula del prestito, all'Arsenal l'8 gennaio 2022.

## Statistiche

### Presenze e reti nei club
Statistiche aggiornate al 6 agosto 2019.
| Stagione        | Squadra         | Campionato      | Campionato | Campionato | Coppe nazionali | Coppe nazionali | Coppe nazionali | Coppe continentali | Coppe continentali | Coppe continentali | Altre coppe | Altre coppe | Altre coppe | Totale | Totale | Totale |
| Stagione        | Squadra         | Comp            | Pres       | Reti       | Comp            | Pres            | Reti            | Comp               | Pres               | Reti               | Comp        | Pres        | Reti        | Pres   | Reti   |        |
| --------------- | --------------- | --------------- | ---------- | ---------- | --------------- | --------------- | --------------- | ------------------ | ------------------ | ------------------ | ----------- | ----------- | ----------- | ------ | ------ | ------ |
| 2016-2017       | Arsenal Sarandí | PD              | 1          | 0          | CA              | 0               | 0               | CS                 | 0                  | 0                  |             | -           | -           | 1      | 0      |        |
| 2017-2018       | Arsenal Sarandí | PD              | 12         | 3          | CA              | 0               | 0               |                    | -                  | -                  |             | -           | -           | 12     | 3      |        |
| 2018-2019       | Arsenal Sarandí | PBN             | 22         | 4          | CA              | 0               | 0               |                    | -                  | -                  |             | -           | -           | 22     | 4      |        |
| Totale carriera | Totale carriera | Totale carriera | 35         | 7          |                 | 0               | 0               |                    | 0                  | 0                  |             | -           | -           | 35     | 7      |        |